# 제2차 아편 전쟁

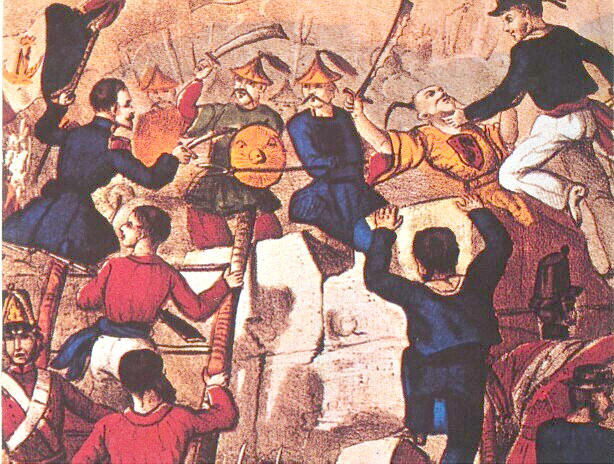
영프연합군의 광저우 약탈

제2차 아편 전쟁(중국어 간체자: 第二次鸦片战争, 정체자: 第二次阿片戰爭, 영어: Second Opium War, 프랑스어: Seconde guerre de l'opium, 러시아어: Вторая опиумная война) 또는 제2차 영청전쟁(第二次英淸戰爭, 영어: Second Anglo-Chinese War)은 청나라와 영국·프랑스 연합군 간에 1856년부터 1860년까지 5년 동안 벌어진 전쟁이다. 제1차 아편 전쟁 이후 원하는 만큼 개방이 이루어지지 않자 영국은 애로호 사건을 구실로 프랑스와 연합하여 청나라를 공격하였다. 애로호 사건으로 인해 발발했다고 하여 애로호 전쟁(영어: Arrow War)이라고도 한다. 이 전쟁에서 청나라가 완패함으로써 그나마 만주족 치하에서 다수 한족을 위시한 중화질서는 붕괴를 맞이하게 되었고, 본격적으로 서세동점(西勢東漸)의 시대가 개막되었다.

## 배경
제1차 아편 전쟁(1839~1842년)이 끝난 뒤, 영국은 대중(對中)무역에서 많은 효과를 기대하였다. 그러나 주력상품이었던 면제품의 판매는 기대와는 달리 열악하였다. 이것은 다음과 같은 이유에서였다.
1. 청 농촌에서 생산하는 면포가 값이 싸고 품질이 좋다.
2. 청의 사회경제적 구조가 여전히 자급자족적인 성격이 강해서 수입제품을 꺼려했다.
3. 늘어난 아편 수입으로 은이 유출되면서 구매력을 잃었다.
4. 제1차 아편전쟁 이후 광동을 중심으로 외국인 배척이 전개되었다.

전쟁이 끝난 뒤에도 영국의 대중 무역은 여전히 차의 수입과 아편의 수출이었다. 영국은 지속적으로 시장 개방을 확대하라고 청에 압력을 넣었다. 이것은 1851년 태평천국 사건을 유발하게 된다.
그럼에도 불구하고 영국의 수출이 지지부진하게 되자, 영국은 조약개정을 청나라에 요구하게 된다. 1854년 4월 영국, 프랑스, 미국 공사는 함께 광저우로 가서 양광총독(兩廣總督) 섭명침(葉名琛)에게 모든 내지와 연해도시의 개방, 상선과 군함의 양자강 자유왕래, 아편무역의 합법화, 내지 통관세의 폐지, 외국사절의 북경상주 등을 내용으로 하는, 난징 조약의 개정을 요구하였다. :53~54 수출부진에는 위에 언급했듯이 값싼 청 제품의 저향력, 자급자족적인 청의 사회경제 구조, 은 유출로 인한 구매력 저하 등 여러 가지 이유가 있었다. 그러나, 영국은 깊숙한 내륙지역까지 진입하면 문제가 해결될 것이라고 생각해서 자유로운 내지 여행과 북쪽의 항구 개방 등을 요구했던 것이다. 두 번째 개정교섭에서는 1856년 5월 미국 공사가 광저우에서 공사의 북경상주, 중국전역의 개방, 선교의 자유 등을 요구하였다. :54
하지만, 청나라 조정에서는 조약개정에 응하지 않자, 영국은 무력을 사용하고자 생각하게 되었는데, 이때 마침 1856년 10월 광저우 앞 주강(珠江)에 정박하고 있던 해적선 애로호의 영국 국기가 내려지는 사건이 발생했다. :174~176 :Chap.16 :Chap.15 (→애로호 사건) 당시 대중국 강경론자로서 영국의 수상이 된 헨리 존 템플은 사건 보고를 듣고 충분한 구실이 된다고 여기고, 1857년 2월 의회에 군비와 원정군 증강을 위한 경비를 제출하였다. 당시 의회에서는 이처럼 사소한 사건으로 전쟁까지 한다는 것은 실로 부끄러운 일이라며 반대하는 의견도 많았다. 결국 상원에서는 통과되었으나, 하원에서는 부결되고 말았다. 이에 헨리 존 템플 수상은 하원을 해산시키고 총선거에 의한 신임을 묻게 되었다. 결국 새로 구성된 하원에서는 대중국 전쟁문제를 동의하였다. :177 1856년 광시에서 프랑스 파리 외방전교회 선교사 오귀스트 샤프들랭(Auguste Chapdelaine)이 처형돼 프랑스와 영국이 연합했다.

## 제2차 아편전쟁
1857년 영국은 애로호 사건을 구실로 프랑스와 연합군을 구성해 광저우 시내로 침입하여 이 해 12월, 광저우는 점령되고 시가지 곳곳에 불을 지르고 민간인을 죽였다. 영국-프랑스군은 광저우를 점령한 이후에도 3년 동안 지방관의 괴뢰정권을 앞세워 연합군위원회(영국, 프랑스)의 점령행정이 실시 되었다. 이후 영국-프랑스 연합군이 1858년 북상하여 대구포대(大沽炮台)를 점령하였고, 북경의 관문인 톈진까지 점령하자 청 정부는 더 이상 버티지 못하고 톈진조약을 맺었다. 러시아과 미국은 전쟁 후반기에 협력을 제의하였으나, 실제로 군사적인 도움을 주지는 않았다.
1858년 6월에 맺어진 조약의 내용은 다음과 같다.

### 톈진 조약
1. 영국, 프랑스, 러시아, 미국은 외교사절이 베이징에 상주할 권리를 가진다.
2. 무역을 위해 10개의 항구를 개방한다.
3. 외국 상선의 자유로운 장강 통상을 승인한다.
4. 이전에 금지했던 중국 내 외국인 여행을 허가한다.
5. 아편무역을 합법화한다.
6. 개항 항구를 확대한다.
7. 기독교를 공인한다.
8. 영국과 프랑스 두 나라에 대한 배상금으로 은 200만 냥을 지불한다.
9. 영국 상인에게 재산 손실의 위로금으로 은 200만 냥을 지불한다.
10. 배상금을 낼 때까지 광둥성과 보장을 점령한다.
11. 애로호 사건의 결과로 체결되었다.

### 전쟁의 재개
군사적으로 매우 중요한 다구포대를 잃은 불리함 때문에 어쩔 수 없이 조약이 체결되긴 하였지만, 청 정부의 강경파들은 조약의 무효를 주장하였다. 이에 청 황제는 강경파들에게 심적으로 동요하여 1858년 후반 베이징에서 톈진조약 비준을 강행하려고 하는 영프 연합군을 막기 위해 다구포대에 포대와 기병을 추가 배치하였다. 따라서 조약을 체결하려는 영프 연합군과 조약 체결을 반대하는 청나라 군대가 서로 대립하게 되었고 전투가 일어나게 되었다.
이 전투에서 영국 함대는 상당한 피해를 입고 근방에 있던 관전한 미국군 조시아 탈트날(Josiah Tattnall)의 도움을 받아 철퇴하게 되었고, 이 잠깐의 승리로 인하여 청 정부에서는 강경론이 득세하였다.
하지만 1860년 6월 영국과 프랑스는 전년도의 패배를 설욕하고자, 1859년의 소함대의 8배가 넘는 병력과 군함을 모아서 나타났다. 이들은 발해만의 여러 항구를 점령하고 다구포대에서 떨어진 곳에 병력을 상륙시켰다. 다구포대와 청정부의 방어군을 격파한 영-프 연합군에 놀란 청 조정은 평화협상을 제의하였지만 영-프 측은 협상을 거절하였다. 9월 하순 프랑스군과 영국군 베이징 근교 퉁저우 장자완과 바리차오에서 청나라 군대를 패퇴했다. 프랑스군 사령관 샤를 쿠생몽토방(Charles Cousin-Montauban)귀국 후 나폴레옹 3세 황제로부터 팔리카오 백작(Comte de Palikao)이라는 작위를 수여했다. 이윽고 그들은 10월 베이징에 입성하였지만, 점령하지는 않고 베이징 근교에 머물렀다. 베이징에 머무는 과정에서 수많은 약탈과 방화를 자행했다.
청황제는 베이징에서 멀리 북쪽으로 떨어진 여름별장에 피신하였고, 황제의 형제 중 한 명인 공친왕을 남겨 협상을 하게 하였다.

### 원명원의 약탈
연합군은 베이징 근방에 주둔한 후, 황제의 별궁인 원명원으로 쳐들어갔다. 영프 연합군은 금은 세공품과 장식품 등을 약탈 후 원명원에 불을 질렀다.

### 전쟁의 종결
공친왕과 영-프 연합군의 협상에 의하여 전쟁은 종결되었고, 러시아 제국의 중재하에 베이징 조약이 체결되었다.
베이징 조약에 의해 청 조정은 천진 조약(톈진 조약)을 인정하게 되었고, 아편의 거래도 합법화 되게 된다.
여기에 추가로 외국공사의 베이징 주재, 톈진을 포함한 11개 항구 개항, 내지에서의 여행, 통상, 포교의 자유, 장강 및 통상항으로의 군함진입권, 청나라 노동자의 이민 허용, 영국-프랑스에 전쟁배상금으로 은 800만냥, 그리고 영국에 홍콩의 인접한 구룽반도(주룽사)를 할양 조차하는 등 막대한 손해를 보게 되었다.
이후 베이징 조약을 체결하는 데 중재하여 도움을 준 러시아 제국에게도 연해주 지역을 할양하게 된다.
2차 아편전쟁의 패배는 청나라에 살고 있던 한족들에게 1차 아편전쟁의 패배보다 훨씬 거대한 충격을 주었다. 청 황제의 피신과 베이징의 점령은 단순한 전쟁의 패배가 아니라 한족의 머리 속에 박혀있던 중화사상을 그 뿌리부터 뒤흔들게 되는 사건이었다.
이후 서양 문물에 대해 반감을 가지고 있던 청 조정은 양무운동을 실시하게 된다.
그리고 청 조정과의 조약으로 청 내에서의 이권을 확보한 서양세력은 아직까지 청 남부에서 영향력을 떨치고 있던 태평천국을 토벌하는 데 도움을 준다.

## 같이 보기
- 제1차 아편 전쟁
- 오귀스트 샤프들랭
- 난징 조약
- 톈진 조약
- 애로호 사건
- 아이훈 조약
- 베이징 조약